# Mordwinien
Koordinaten: 54° 12′ N, 44° 30′ O
Die Republik Mordwinien (russisch Республика Мордовия Respublika Mordowija, daher deutsch auch Mordowien genannt, ersjanisch Мордовия Республикась, mokschanisch Мордовия Республиксь) ist eine Republik im europäischen Teil Russlands.

## Geographie
Mordwinien liegt im Föderationskreis Wolga zwischen Moskau und der Wolga. Es grenzt im Norden an die Oblast Nischni Nowgorod, im Westen an die Oblast Rjasan, im Osten an die Oblast Uljanowsk, im Nordosten an Tschuwaschien und im Süden an die Oblast Pensa. Die Hauptstadt Saransk liegt rund 600 Kilometer südöstlich von Moskau.
In Mordwinien gibt es etwa 500 Seen und zehn Flüsse mit mehr als 100 Kilometern Länge: die Mokscha mit den in ihrem Einzugsgebiet fließenden Issa, Siwin, Wad, Parza und Wyscha sowie die Sura mit Alatyr, Insar und Pjana. Die größten Seen sind Inerka und Tatarka.

## Bevölkerung

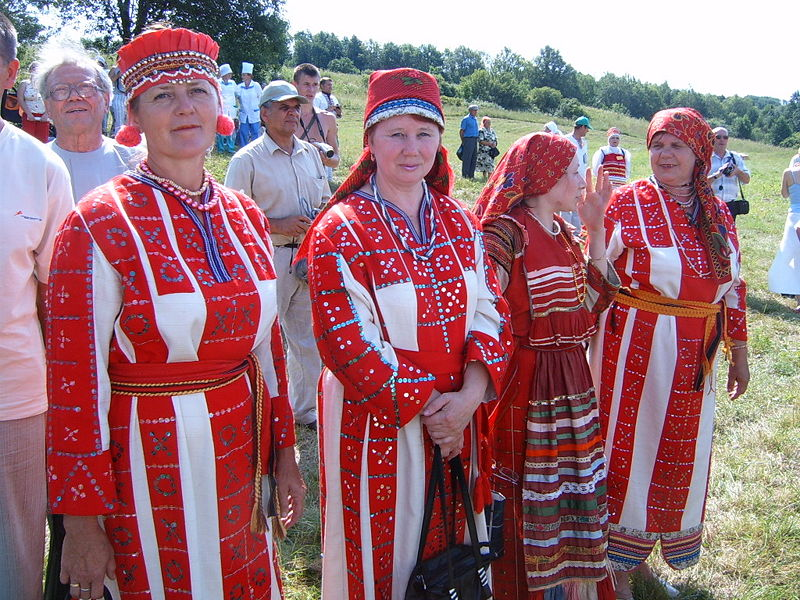
Traditionelle mordwinische Kleidung

Die Mordwinen sind ein finno-ugrisches Volk, das stärker als andere Völker in Russland einem Assimilationsdruck durch die slawischsprachigen Russen ausgesetzt war bzw. ist. So bekannten sich bei der Volkszählung 2010 nur rund 40 % der Einwohner zur mordwinischen Nationalität. Die slawischsprachigen Russen stellen die Bevölkerungsmehrheit und leben insbesondere in den größeren Städten. Mehrere hunderttausend Mordwinen leben in anderen Teilen Russlands oder den Nachfolgestaaten der ehemaligen Sowjetunion. Eine große Minderheit in der Region sind die Tataren, deren Bevölkerungsanteil in Mordwinien über fünf Prozent beträgt. Der Anteil der kleineren Minderheiten, wie etwa Ukrainer, Belarussen (2002: 1240 Personen) oder Tschuwaschen (2002: 1097 Personen), schrumpft insbesondere durch Abwanderung. In Mordwinien findet seit etwa 1970 ein stetiger Bevölkerungsrückgang statt. In den 40 Jahren von 1970 bis 2010 betrug der Rückgang 194.807 Einwohner; das entspricht 18,9 % der Bevölkerung.
Gleichberechtigte Amtssprachen sind die beiden mordwinischen Sprachen Ersjanisch und Mokschanisch sowie das Russische. Die Mehrheit der Bevölkerung bekennt sich zur Russisch-Orthodoxen Kirche.
| Mordwinen 1 | 405.031   | 34,1 % | 357.978   | 35,8 % | 364.689   | 35,4 % | 338.898 | 34,2 % | 313.420 | 32,5 % | 283.861 | 31,9 % | 333.112 | 39,9 % |
| Russen | 719.117   | 60,5 % | 590.557   | 59,0 % | 606.817   | 58,9 % | 591.212 | 59,7 % | 586.147 | 60,8 % | 540.717 | 60,8 % | 443.737 | 53,2 % |
| Tataren | 47.386    | 4,0 %  | 38.636    | 3,9 %  | 44.954    | 4,4 %  | 45.765  | 4,6 %  | 47.328  | 4,9 %  | 46.261  | 5,2 %  | 43.392  | 5,2 %  |
| Ukrainer | 7.586     | 0,6 %  | 6.554     | 0,7 %  | 6.033     | 0,6 %  | 5.622   | 0,6 %  | 6.461   | 0,7 %  | 4.801   | 0,5 %  | 3.185   | 0,4 %  |
| Andere | 8.884     | 0,7 %  | 6.468     | 0,6 %  | 7.069     | 0,7 %  | 8.012   | 0,8 %  | 10.148  | 1,1 %  | 13.126  | 1,5 %  | 11.329  | 1,4 %  |
| Einwohner | 1.188.004 | 100 %  | 1.000.193 | 100 %  | 1.029.562 | 100 %  | 989.509 | 100 %  | 963.504 | 100 %  | 888.766 | 100 %  | 834.755 | 100 %  |
| 1 Ersja- und Mokscha-Mordwinen 2 3.153 Personen konnten keiner Volksgruppe zugeteilt werden. Diese Leute verteilen sich vermutlich anteilmässig gleich wie die ethnisch zugeschiedenen Einwohner. |           |        |           |        |           |        |         |        |         |        |         |        |         |        |

## Verwaltungsgliederung und Städte

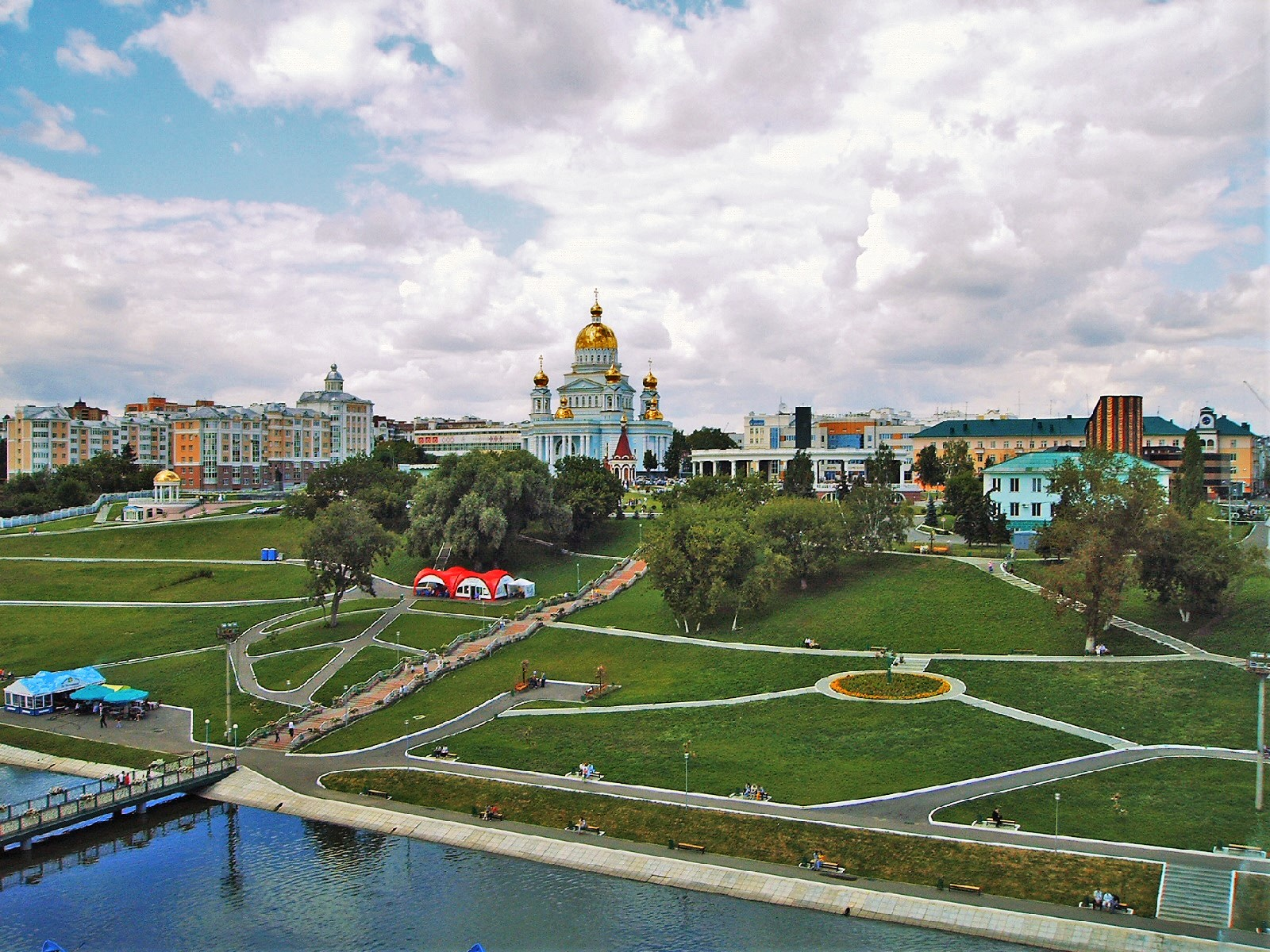
Blick auf die Hauptstadt Saransk

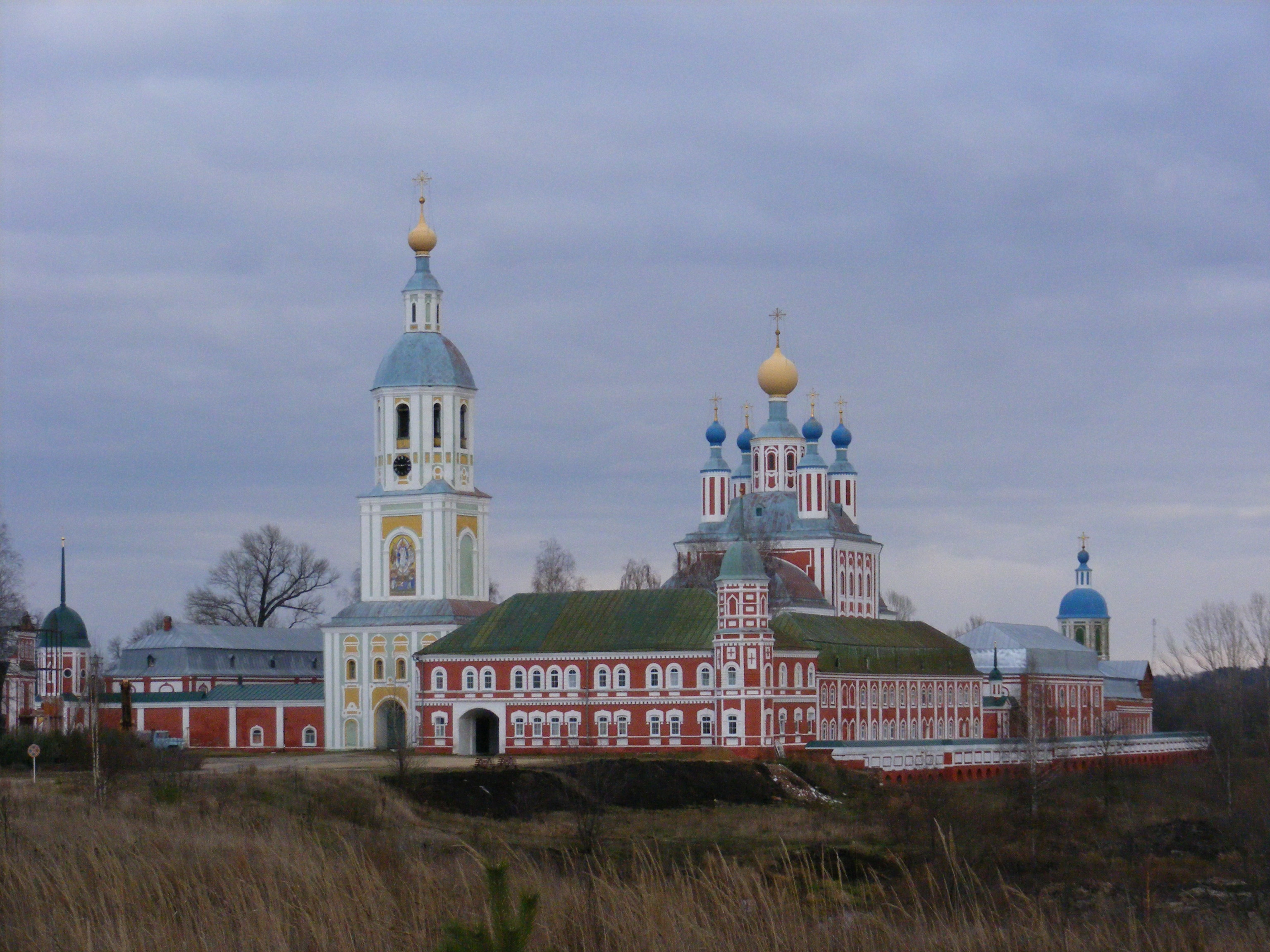
Kloster nahe an Temnikow

Die Republik Mordwinien gliedert sich in 22 Rajons sowie einen Stadtkreis, der von der Republikhauptstadt Saransk gebildet wird. Saransk ist auch die einzige Großstadt der Republik; mit großem Abstand folgen Rusajewka und Kowylkino sowie vier weitere Städte und 13 Siedlungen städtischen Typs (Stand: 2014).
| Stadt*/Städt. Siedlung | Russisch       | Einwohner (14. Oktober 2010) |
| ---------------------- | -------------- | ---------------------------- |
| Saransk*               | Саранск        | 297.415                      |
| Rusajewka*             | Рузаевка       | 47.523                       |
| Kowylkino*             | Ковылкино      | 21.307                       |
| Komsomolski            | Комсомольский  | 13.513                       |
| Subowa Poljana         | Зубова Поляна  | 10.338                       |
| Krasnoslobodsk*        | Краснослободск | 10.151                       |

## Geschichte

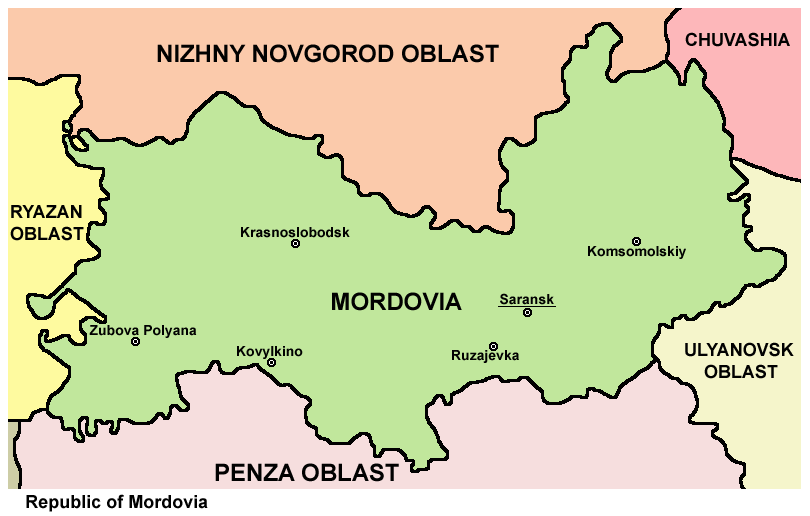

Das Gebiet des heutigen Mordwinien war bereits im sechsten Jahrhundert von finno-ugrischen Völkern bewohnt. Im frühen Mittelalter gehörte das Gebiet zum Einflussbereich der Wolgabulgaren und der Kiewer Rus. Nach dem Mongolensturm wurde die Region von der Goldenen Horde kontrolliert. Nachdem Iwan IV. von Moskau das Khanat Kasan besiegte, kam Mordwinien unter russische Herrschaft. Die mordwinische Oberschicht übernahm schnell die russische Kultur und die christlich-orthodoxe Religion, während die einfache Bevölkerung lange an ihrer ursprünglichen schamanischen Religion festhielt. Erst im 18. Jahrhundert setzte eine flächendeckende Christianisierung in Mordwinien ein.
Mordwinien war zu Zeiten der Sowjetunion seit dem 16. Juli 1928 der Mordwinische Okrug, der am 10. Januar 1930 in Mordwinische Autonome Oblast umbenannt wurde. In den 1920er Jahren wurden zwei einheitliche Rechtschreibungen für die beiden mordwinischen Sprachen Ersjanisch und Mokschanisch ausgearbeitet und es entwickelte sich eine eigene Literatur. Seit dem 20. Dezember 1934 war Mordwinien eine Autonome Sozialistische Sowjetrepublik (ASSR) innerhalb der Russischen Sozialistischen Föderativen Sowjetrepublik (RSFSR).

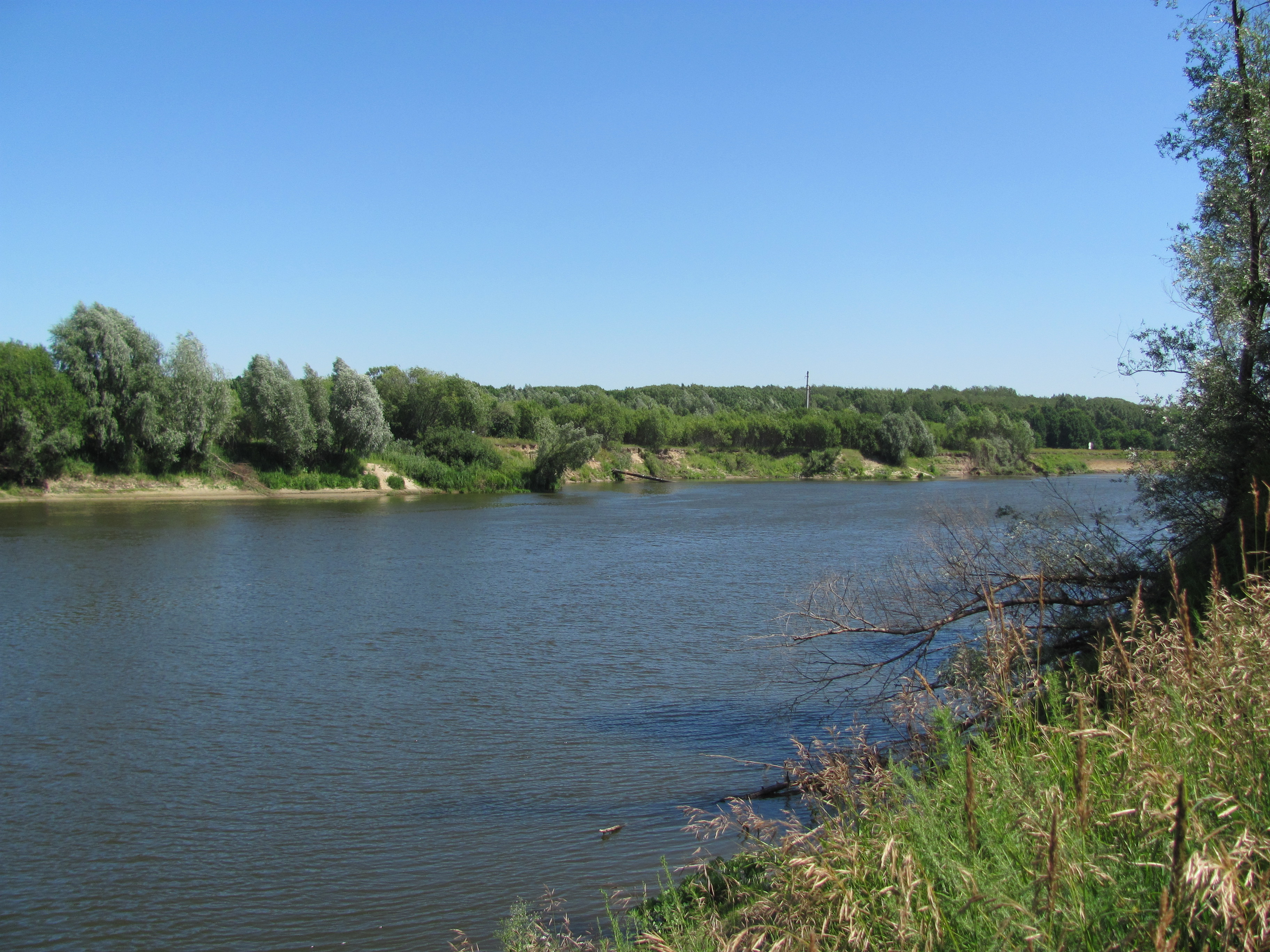
Der Fluss Mokscha

1990 wurde Mordwinien eine autonome Republik innerhalb Russlands. Republikoberhaupt ist Wladimir Wolkow. Mordwinien leidet bereits seit Jahrzehnten unter einem starken Bevölkerungsschwund.

## Verkehr und Wirtschaft
Die Republik hat gute Verkehrsanbindungen, unter anderem nach Moskau, Nischni Nowgorod und Samara. Mordwinien hat eine im innerrussischen Vergleich relativ entwickelte und diversifizierte Wirtschaft und ist reich an Bodenschätzen (Edelmetallen).

## Sonstiges
Seit den 1920er Jahren gab es in Mordwinien zahlreiche Arbeitslager. In der Sowjetunion waren sie Teil des Gulagsystems. Im Gegenzug wurden ab den 1930er Jahren Gegner der Zwangskollektivierung und Angehörige aufsässiger Volksgruppen der Sowjetunion nach Sibirien deportiert. Allein nach Passetschnoje wurden 1200 enteignete Bauern aus Mordwinien gebracht, die meisten von ihnen kamen dort ums Leben.
Ab 1990 wurde die Anzahl der Häftlinge in den Lagern in Mordwinien ungefähr halbiert, aber die Haftbedingungen sind weiterhin schlecht; es gibt Berichte über Wärter, die Häftlinge prügeln oder vergewaltigen. Unter anderen wurden Nadeschda Tolokonnikowa, Sängerin der Punkband Pussy Riot, und Swetlana Bachmina, die eine Rolle im Yukos-Fall spielte, in mordwinischen Lagern interniert. Im November 2022 wurde die US-amerikanische Basketballspielerin Brittney Griner zu einer vorgesehenen Freiheitsstrafe von neun Jahren in das Straflager IK-2 in Mordwinien überführt bevor sie am 8. Dezember 2022 in einem Gefangenenaustausch gegen den Waffenhändler Wiktor But frei kam.

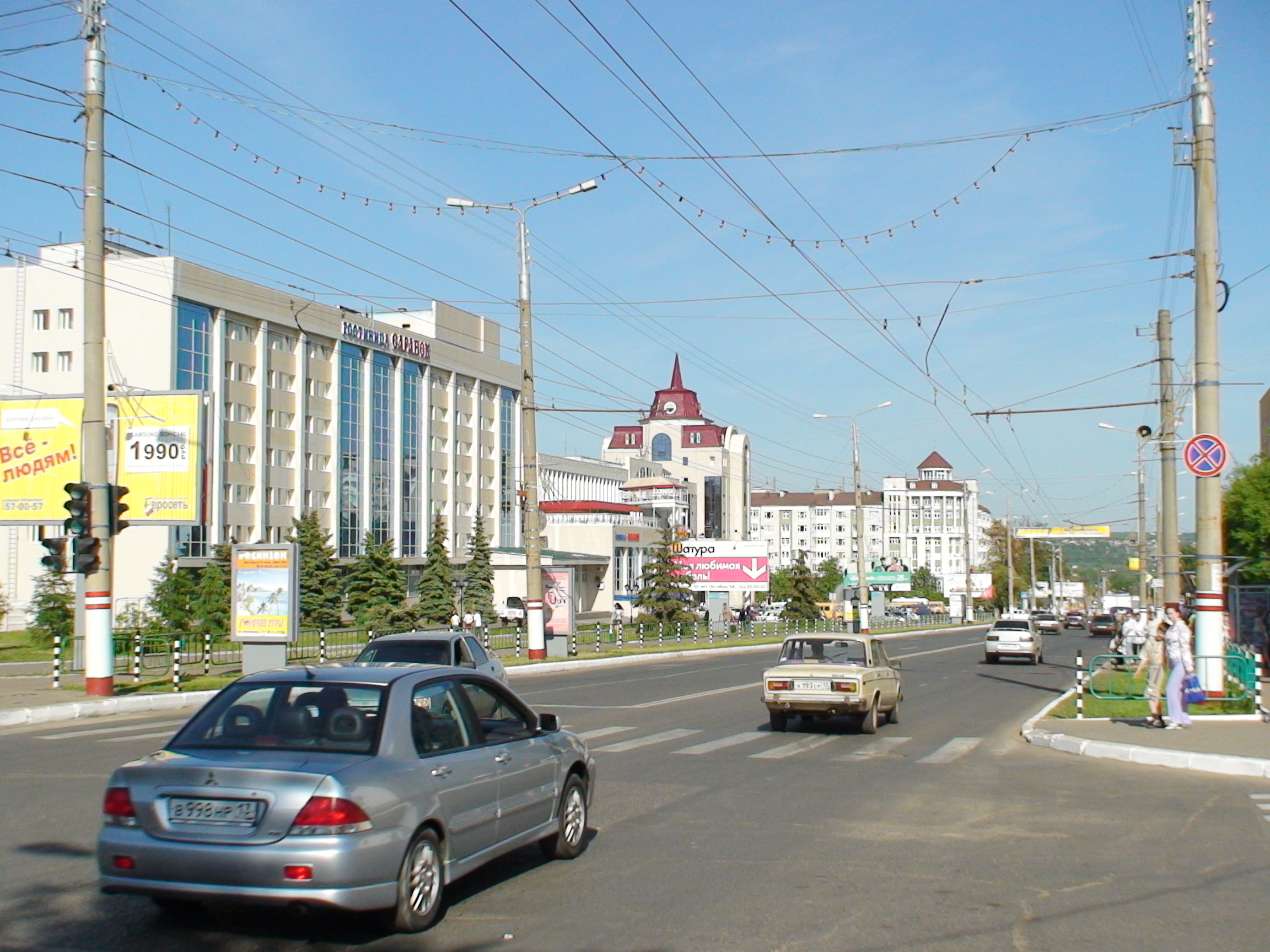
Straße in Saransk
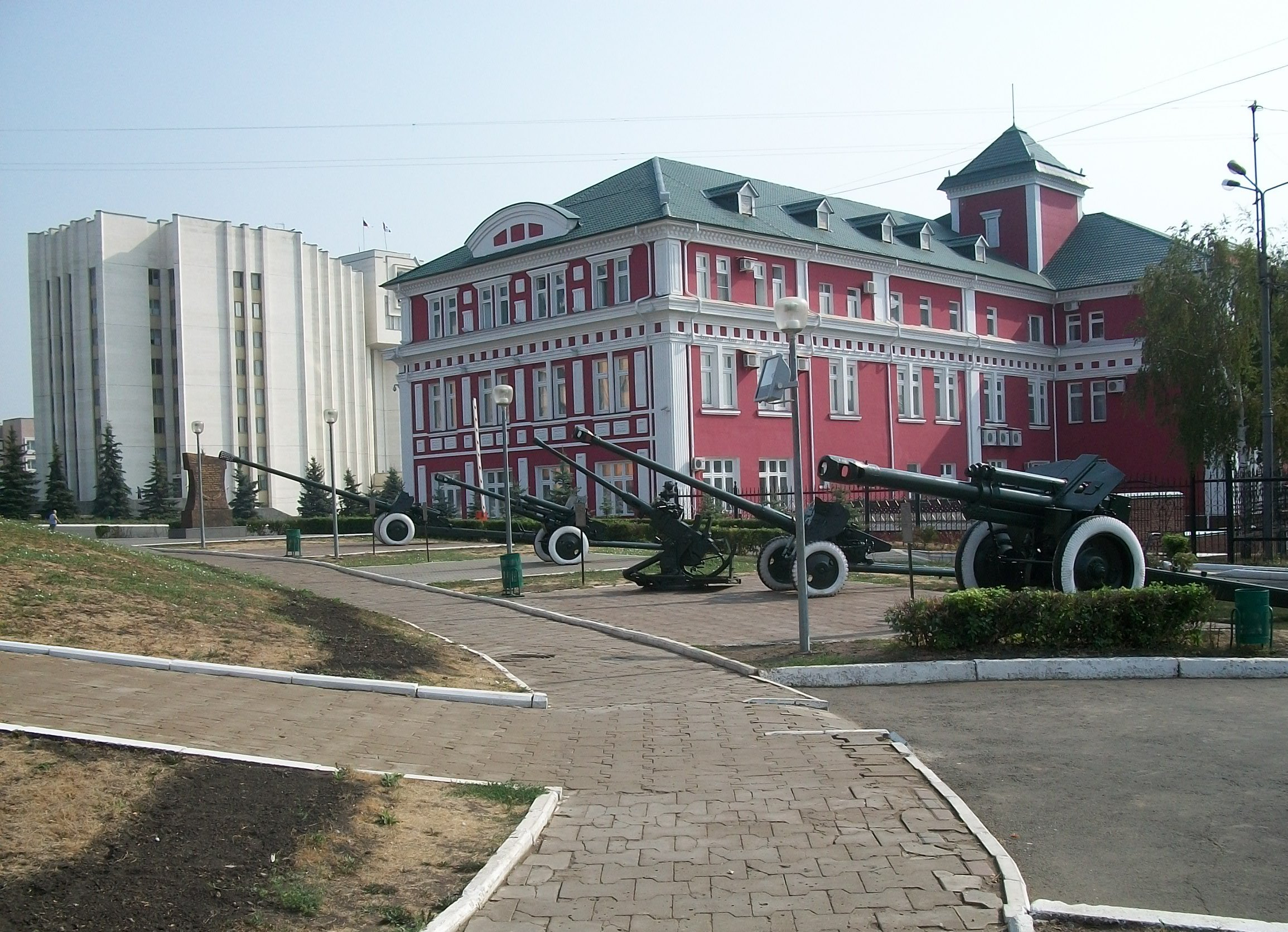
Militärmuseum in Saransk
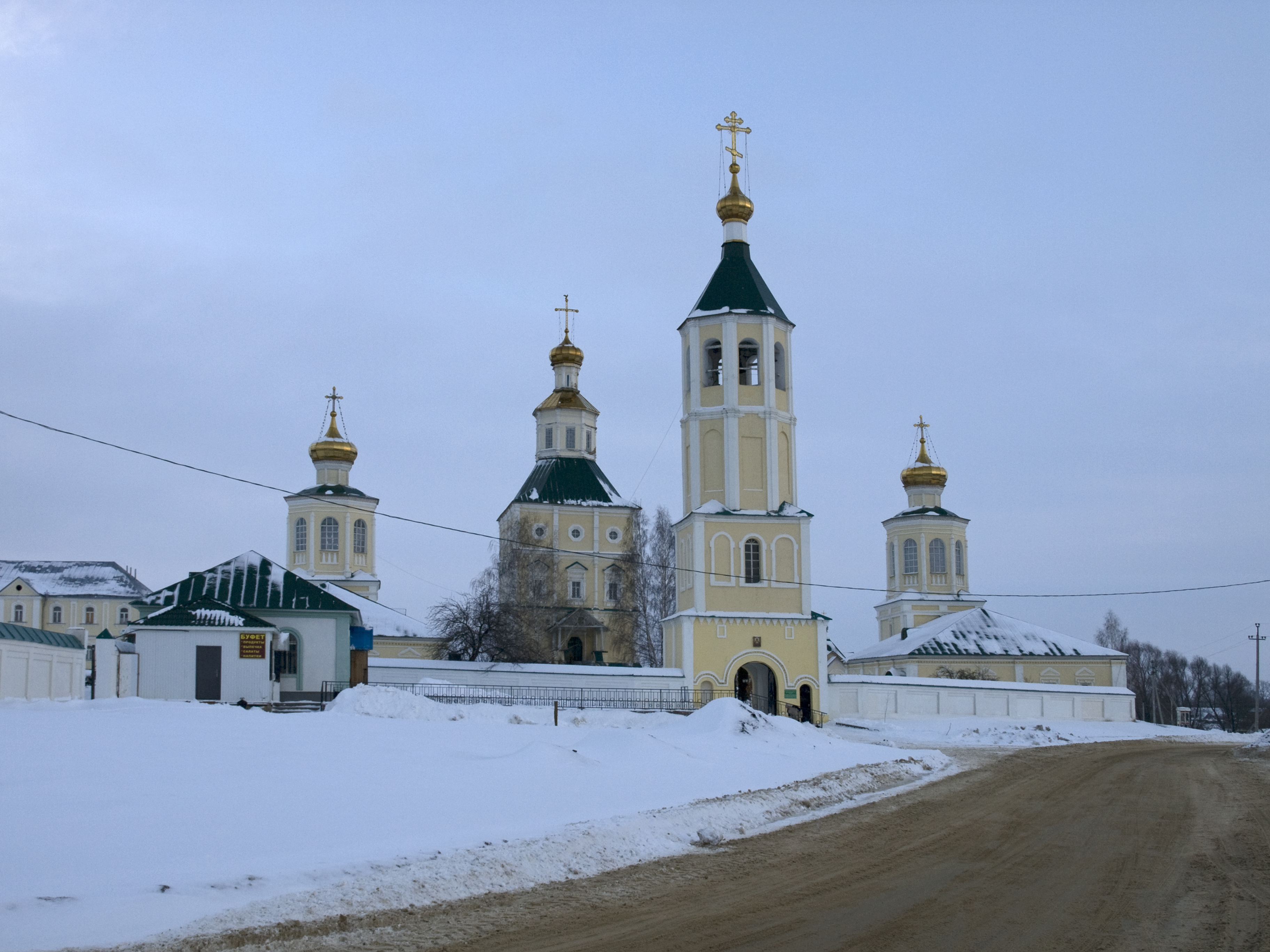
Makarowski-Kloster